# Pristimantis bellona
Espèce
Synonymes
- Eleutherodactylus bellona Lynch, 1992

Statut de conservation UICN

 EN B1ab(iii)+2ab(iii) : En danger
Pristimantis bellona est une espèce d'amphibiens de la famille des Craugastoridae.

## Répartition
Cette espèce est endémique du département d'Antioquia en Colombie. Elle se rencontre dans la municipalité de Frontino entre 1 100 et 2 000 m d'altitude sur le versant Ouest de la cordillère Occidentale.

## Publication originale
- Lynch, 1992 : A new species of Eleutherodactylus (Amphibia: Leptodactylidae) from western Colombia with cranial co-ossification. Copeia, vol. 1992, no 3, p. 826-831.